# Vida de Santa Apolinaria
Vida de Santa Apolinaria (griego: Βιος της μακαριας Αποληναριας, Bios tes makarias Apolenarias) es una legendaria vida de santa griega. Trata sobre Apolinaria Sinclética, una travestida virgen que vivía como el monje "Doroteo", nombre masculino dado a ella por Cristo en una visión, en desierto de Escete en Egipto. Es el equivalente griego de la copta Leyenda de Hilaria.
La festividad de Apolinaria, según el Acta Sanctorum, es el 1 de enero.

## Sinopsis
Apolinaria era hija de Antemio, llamado "emperador" en la Vida, aunque en realidad fue solo prefecto del pretorio a inicios del siglo V. Tenía una hermana que estaba "poseída por un espíritu impuro". Rechazó aceptar un matrimonio arreglado. Al ceder a sus demandas, sus padres contrataron monjas "para enseñarle los Salmos y a leer". Finalmente, le dieron una escolta y la enviaron con muchas riquezas a visitar los lugares santos cristianos en Tierra Santa.
Apolinaria navegó primero a Ascalón, donde visitó iglesias y repartió limosnas. Despidió a parte de su escolta y continuó con el resto hacia el Jordán y Jerusalén, repartiendo limosnas en el camino. Luego despidió a más sirvientes y regresó a Ascalón, donde tomó un barco hacia Alejandría para visitar el santuario de San Menas. En Alejandría, compró en secreto un hábito monástico y despidió al resto de su escolta, quedándose solo con un anciano y un eunuco como acompañantes.
En Alejandría, alquiló una litera cubierta para ir a rendir homenaje a los monjes de Escete. Cuando se detuvo en un lugar que más tarde fue llamado el Manantial de Apolinaria, ella corrió la cortina y encontró a los hombres dormidos. Se cambió a su ropa de monje y entró en el pantano, donde vivió comiendo dátiles. El eunuco y los porteadores de la litera despertaron y solo encontraron su ropa. Su desaparición fue comunicada al emperador, y hasta el Senado lloró.
Apolinaria vivió en el pantano durante varios años "luchando contra el diablo". Su piel se volvió "como el caparazón de una tortuga y fue alimento para los mosquitos". En una visión, Cristo le dijo que saliera del pantano y tomara el nombre masculino de Doroteo. En el camino se encontró con Macario, quien la tomó por un eunuco y le dio una celda en su comunidad monástica, donde se dedicó a tejer canastas. Aunque resistía las tentaciones nocturnas del diablo, un demonio poseyó a su hermana como medio para alcanzarla.
El emperador envió a su hija poseída a Escete para ser curada. Macario la confió a Doroteo, quien exorcizó al demonio. De regreso en Constantinopla, el diablo hizo que la hermana pareciera embarazada y creyera que había sido embarazada por el monje que la había exorcizado. El emperador envió hombres a destruir el monasterio, pero solo se llevaron a Doroteo de vuelta a Constantinopla. En una audiencia privada con el emperador y la emperatriz, ella demostró que era mujer al mostrar sus pechos y reveló su verdadera identidad. Luego sanó a su hermana de su falso embarazo.
Apolinaria permaneció algunos días en Constantinopla antes de regresar a Escete. Solo unos días después de su regreso, mientras agonizaba, pidió a Macario que no permitiera que los monjes prepararan su cuerpo para el entierro. Sin embargo, ellos lavaron su cuerpo de todos modos y descubrieron que era una mujer. Su nombre y su vida le fueron revelados a Macario en una visión. Fue enterrada en la cueva de Macario.

## Historia textual
Vida de Santa Apolinaria es una de varias vidas de santos ficticias que "pueden haber sido producidas en masa por una escuela de escribas egipcios en una época en que el desierto de Escete se había convertido en el centro reconocido del movimiento monástico". Además de Apolinaria e Hilaria, otras santas travestidas que supuestamente vivieron en Escete en los siglos V o VI incluyen a Anastasia, Eufrosina, Matrona de Perge y Teodora. Sus vidas pueden considerarse parte de un ciclo literario.
Las copias más antiguas del texto griego se encuentran en el manuscrito Cod. Vat. Gr. 819 de la Biblioteca Vaticana, que data del siglo XI o XII, y en un manuscrito del siglo XI encontrado en Lesbos. Una copia del siglo XV se encuentra en el Cod. Barocc. 148 de la Biblioteca Bodleiana. En el siglo XVII, los bolandistas hicieron una copia del Cod. Vat. Gr. 819, que hoy es el manuscrito 8229 de la Biblioteca Real de Bélgica. Una traducción al latín hecha a partir del Cod. Vat. Gr. 819 fue publicada por Luigi Lippomano (década de 1550) y Laurentius Surius (década de 1570). Fue incluida en la Patrología Griega porque no se podía encontrar el texto griego. El texto latino usa el nombre Apollinaris en todo momento. El texto griego fue publicado por primera vez por James Drescher, pero con la última parte del texto faltante. Anthony Alcock lo ha traducido al inglés.